# Darío Benedetto
Darío Ismael Benedetto, född 17 maj 1990, är en argentinsk fotbollsspelare som spelar för Boca Juniors.

## Klubbkarriär
Den 5 augusti 2019 värvades Benedetto av Marseille. Den 19 augusti 2021 lånades han ut till spanska Elche på ett säsongslån.
Den 21 januari 2022 blev Benedetto klar för en återkomst i Boca Juniors.

## Landslagskarriär
Benedetto debuterade för Argentinas landslag den 5 september 2017 i en 1–1-match mot Venezuela, där han blev inbytt i den 63:e minuten mot Paulo Dybala.